# Skova
Vasja Vipotnik, bolje znan kot Skova, slovenski raper in izvajalec hip hop glasbe, * 23. januar 1992, Ljubljana.
Leta 2016 se je udeležil prvega slovenskega acapella rap battl-a, kjer je tudi premagal svojega nasprotnika.
Istega leta je izdal svojo prvo rap kompilacijo z naslovom Okus metropole, pri kateri so sodelovali številni slovenski glasbeni ustvarjalci, med njimi tudi Eva Beus, pevka slovenske glasbene skupine Tabu.
Leta 2020 je posnel pesem Rap Michelangelo, ki je bila izglasovana na radiju Val 202 kot zmagovalna popevka tedna. 13. decembra 2020 je Skova izdal svoj prvenec z naslovom Theatrum. Kmalu po izidu albuma Theatrum je formiral svojo spremljevalno glasbeno skupino Skovani. Skova in Skovani so sedem članska glasbena zasedba, ki igra hip hop, s pridihom jazza, rocka in funka.